# Litsea rubescens
Litsea rubescens är en lagerväxtart som beskrevs av Paul Lecomte. Litsea rubescens ingår i släktet Litsea och familjen lagerväxter. Utöver nominatformen finns också underarten L. r. yunnanensis.